# Монте-Марио
Монте-Марио — поселение в районе Кауи на острове Сан-Томе в Сан-Томе и Принсипи. Население небольшого города составляет 196 человек, по оценке на 2015 год — более 200. Населенный пункт находится немного к юго-западу от населённого пункта Дона Аугуста, к югу от Ново-Бразил, к востоку от Санта-Кристина и к северо-востоку от Вила Маланца и Порту-Алегри. Для южной части острова и района в целом основной язык — анголар, остальная часть острова разговаривает преимущественно на наречии нижнегвинейского португало-креольского языка — форру.

## Население
Сельское хозяйство — главная отрасль, развито рыболовство. На территории поселения выращиваются какао и кофе.